# テレビ派ランチ
『テレビ派ランチ』（テレビはランチ、TVHA.LUNCH）は、2013年9月23日から2015年9月25日まで広島テレビで生放送されていた朝のローカル情報番組である。夕方に放送されている『テレビ派』の兄弟番組であった。

## 概要
メインMCには、ともに広島県出身であるフリーアナウンサーを起用。かつて『テレビ宣言』シリーズのメイン司会（1993年 - 2001年）を担当した元中国放送アナウンサーで現フリーアナウンサーの柏村武昭と元フジテレビアナウンサーの山中秀樹（2015年3月まで出演）を、アシスタントには西名みずほと糸永直美を起用。木曜日&金曜日担当の山中は東京在住のため、前日に最終の新幹線で広島入りしている。西名が取材で欠席するときには糸永が、糸永が取材で欠席するときには西名が担当曜日外に代理を務めることがある。

## テーマ曲
- 大瀬戸千嶋 「Happy Time」（2013年9月23日 - ）

## 放送時間
- 月曜日 10:25 - 10:55[補足 1][2]。
- 火曜日 - 金曜日 10:25 - 10:52[2]
  - 祝祭日は11:25までに拡大することが多い。
  - 8月中旬には1週間番組を休止して『ぐるぐるスクール』などの再放送を編成することがある。

### 再放送
- 火曜日 - 金曜日 4:50 - 5:20
  - 2014年10月6日（月曜日）開始。同年10月3日放送分以降、前放送日のものを放送。(ただし、「天気予報」のみは自動音声によるものに差し替えられている。)
  - 2015年1月をもって月曜日早朝における前放送日の再放送を終了し、同年9月25日早朝放送の前日分の再放送をもって終了。
  - 前放送日の本放送が休止または30分を超える放送尺の場合、再放送は行われず、配給番組に差し替えとなる。
  - 未明・早朝帯の長時間メンテナンス時は休止となることがある。

## 出演者

### 放送終了時

#### MC
- 柏村武昭（月曜日 - 水曜日、2013年9月23日 - 2015年9月23日 ）
- 糸永直美（月曜日 - 水曜日、2014年3月31日[3][補足 2]   - 2015年9月23日 ）
- 池谷公二郎（木曜日 - 金曜日、2015年4月2日 - 2015年9月25日[補足 3] ）
  - 姉妹番組「テレビ派」の月曜コメンテーター
- 宮脇靖知（木曜日 - 金曜日、 2015年4月2日 - 2015年9月25日)
- 有田優理香（木曜日 - 金曜日、2015年1月8日[4] - 2015年9月25日）

#### 気象予報士
- 大隅智子（月曜日 - 金曜日、2013年9月23日 - 2015年9月25日） - 『テレビ派』の天気予報および街角中継と兼任。

#### 中継リポーター
- 松原千明[補足 4]（月曜日 - 金曜日、2013年9月23日 - 2015年9月25日 ） - 中継コーナー『千明行きまーす! あの町Live』担当。

#### リポーター
- 小野宏樹（火曜「ホワイト調査隊」担当）
- 十輝(清水十輝)（2015年3月31日[6] - ）

### 過去
- 山中秀樹（木曜日・金曜日、2013年9月26日 - 2015年3月27日[7] ）
- 西名みずほ（木曜日 - 金曜日、2014年4月3日[8] - 2014年12月23日[9](2013年9月23日 - 2014年3月26日までは月曜-水曜担当)）

## 改編・出来事等
- 2013年
  - 9月23日 - 初回では放送時間を1時間に拡大して行われ、MC陣全員が登場。柏村と山中の過去の経歴を紹介し、ゆかりのある知人や有名人からのVTRインタビューを放送。
  - 12月23日 - （1時間、10:25 - 11:25） 年内最後の放送、初回放送以来のMC陣集結。「クリスマス&冬の味覚!食!食!食!」をテーマに、柏村と西名はスタジオからクリスマスのランチとクリスマス料理を紹介。山中と糸永は宇品のカキ小屋から中継で広島の冬の味覚であるカキ料理やカキの商品を紹介した。
- 2014年
  - 3月31日 - 2014年度改編。女性アシスタントの担当曜日交代。これにより糸永アナが月曜～水曜、西名アナが木曜・金曜担当に。それ以外の出演者の変更は無し。
  - 4月3日 - ランチonまっぷが月曜日から木曜日のコーナーに移動した。
  - 12月23日 - 木曜・金曜担当であった西名アナウンサーが産休に入るため、番組を卒業した。と同時にこの日が年内最後の放送であったため、前年同様カキ小屋から伝えたが、メインMCの立場が入れ替わり、前年カキ小屋中継担当であった山中はスタジオから、逆に前年スタジオ担当であった柏村はカキ小屋から中継した。(女性アシスタントは前年同様カキ小屋担当：糸永、スタジオ担当：西名で変更なし)
- 2015年
  - 1月8日 - 前年に産休のために番組を卒業した西名アナウンサーに代わり有田優理香アナウンサーが就任。西名と同様、木曜と金曜を担当する。
  - 3月27日 - 木・金曜のメインMCであった山中が番組改編に伴い、番組を卒業した[7][補足 5]。
  - 3月31日 - 火曜日のリポーターに十輝(清水十輝)が就任。
  - 4月2日  木・金曜の新メインMCに池谷公二郎と宮脇靖知アナウンサーが就任。
  - 4月29日 「やまなみ街道スペシャル」として放送時間を1時間に拡大してやまなみ街道沿線の魅力を伝えた。
  - 7月17日　「テレビ派特報」と題して、平成27年台風第11号関連の情報を伝えたため、スッキリ!!(第2部)と共に全編休止となった。
  - 7月20日  海の日スペシャルとして放送時間を1時間に拡大して放送した。(スタジオは海の家仕様であった)

## コーナー

### レギュラーコーナー
スタジオトーク
オープニングトークやFAXメールの紹介、昨日のカープ、エンディングトークなど。
Weather & Event
今の各地の空の様子と今日の天気と合わせ各地のイベント情報を届ける。
FLASH NEWS
ニュースコーナー。
千明行きま〜す!あの町Live
リポーターの松原が広島の町を毎朝リポート(毎朝と言っているが月曜日は「Lunch Story」がある影響で中継していないので正確には毎日ではなく、「月曜日を除く毎日」である)。広島市内を中心に、商店街のお買い得情報や飲食店のサービスなどを伝える。ロケ場所によってはポータブルカメラを使うことがある。

### 曜日別コーナー

#### 月曜コーナー
LuncH Story (ランチストーリー、Lunch Story）
平川広代が調理をし、できた料理をMCの二人が試食をするというもの。2014年3月3日スタート。
兄弟番組である「テレビ派」の金曜コーナー、「Let's イケメシ」に酷似しているが、全くの別物。旬の食材を使うなど一部本家と異なる。

#### 火曜コーナー
笑ん家（WALUNCH）

#### 水曜コーナー
えこの実〜economy〜
2015年3月まで火曜日に放送。

#### 木曜コーナー
ランチonマップ（ランチよんマップ、Lunch on Map）
新店、新メニューなど「新」をキーワードに、広島のランチを紹介。ロゴの平仮名の「よん」には「on」の字がなぞられており、「ランチonマップ」と読めるようになっている。
2014年3月まで月曜日に放送。

#### 金曜コーナー
TOKYOブランチ!!〜東京支局 流行ナビ〜
東京の最新流行情報を広島出身のリポーター6人がリポートする。
※「（）」は支局員ナンバー、2週ごとに交代で持ち回り出演。
- 松中みなみ（No.001/広島市安佐北区高陽出身/1985年7月10日生まれ、ツインテール所属）
- 宮澤じゅり（No.002/呉市出身、大学1年生/1994年4月3日生まれ、アドバンスプロダクション所属）
- 神宮智子（No.003/安芸高田市出身、弁護士目指す大学院生/1989年12月24日生まれ、プロダクションノータイトル所属）
- 吹越ともみ(No.004)
- 菜乃花(No.005/福山市出身/1989年7月7日生まれ、フィットワン所属)
- 高山璃子(No.006/広島市佐伯区出身/1995年3月2日生まれ、プラチナムプロダクション所属)

## 過去のコーナー
沖広チエのランチプラスアルファ
『テレビ宣言』時代の1コーナー「今夜のもう一品」の復活版。沖広チエ担当。
(沖広チエ死去により終了)
ほんまかいの?ホワイト調査隊（火曜日）
視聴者からのお悩みや疑問を募集。柏村隊長のもと、2013年入社の新人アナウンサー・小野宏樹が体を張って徹底調査する。
おでかけnew（水曜日）
広島で話題、兆しの見えるトレンド情報、お得情報を伝える。
ひろき感ゲキ!!おでかけ ハッケン記（水曜日）
女性や家族連れが気になるグルメや人気スポットなどを小野リポーターがリポートする。　
小野リポーターが感激した場合、コーナー名の通り「ひろき 感ゲキ!!」もしくは「ひろき 感ゲキです!!」というのがほぼお約束となっていた。
山ちゃんのふるさとめぐり（木曜日）
山中が懐かしい「人々」や「味」との出会い。そして、新たな広島を巡る。

### 補足
1. ↑  初回は11:25までの拡大版[1]
2. ↑  2013年9月26日 -　2014年3月28日までは木・金担当
3. ↑  MC就任以前も「出張カープ入れコミ魂」を不定期に担当していた。
4. ↑  女優の松原千明と同姓同名であるが、別人である[5]
5. ↑  自身がこの日のエンディングで発表。